# Thierry Cazeneuve
Thierry Cazeneuve é um jornalista francês que trabalha ao jornal Le Dauphiné libéré, antigo director da carreira ciclista do mesmo nome e escritor.

## Biografia
É sobrinho de Georges Cazeneuve, um dos cofundadores do diário Le Dauphiné libéré, Thierry Cazeneuve integrou o jornal em 1973, e 15 anos mais tarde, sucede a Marcel Patouillard à frente da prova ciclista que pertence ao jornal e foi fundado pelo seu tio, o Critérium do Dauphiné libéré. Fica à frente da corrida e na redacção do jornal até 2009, e o resgate da carreira por Amaury Sport Organisation.
Paralelamente ao seu papel de director do Critérium do Dauphiné libéré, Cazeneuve dirige de 2003 a 2007 a Liga do ciclismo profissional francês. É igualmente autor de vários trabalhos que têm o desporto ciclista como tema.